# Момот Олександр Іванович
Момот Олександр Іванович (нар. 12 червня 1956, Дніпропетровськ, Українська РСР, СРСР) — український залізничник, начальник Придніпровської залізниці у 2001–2005, 2010–2012 роках і з 2021 року, Народний депутат України 7-го скликання.

## Життєпис
1978 року закінчив Дніпропетровський інститут інженерів залізничного транспорту за спеціальністю Електрифікація залізничного транспорту.
У 1990 призначено начальником служби вагонного господарства Придніпровської залізниці.
З 1995 — начальник служби локомотивного господарства, заступник начальника Придніпровської залізниці по локомотивному і вагонному господарству.
З 1998 — перший заступник начальника Придніпровської залізниці.
2000 — призначено на посаду начальника Донецької залізниці, потім був призначений заступником міністра транспорту України.
У 2001 — 2005 — начальник Придніпровської залізниці.
2006 — призначено на посаду помічника генерального директора Укрзалізниці.
З 2007 — директором державного підприємства «Український державний центр транспортного сервісу „Ліски“».
З 14 квітня 2010 року до 27 листопада 2012 року — начальник Придніпровської залізниці.
Член Комітету Верховної Ради з питань транспорту і зв'язку.
З грудня 2021 року — начальник Придніпровської залізниці.

## Нагороди
- подяка Міністерства транспорту України (2003),
- знак «Почесному залізничнику» (1992),
- Почесна грамота Кабінету Міністрів України (1999)[10],
- Почесне звання «Заслужений працівник транспорту Автономної Республіки Крим» (2000)
- Почесна грамота Верховної Ради України (2003),
- Почесне звання «Заслужений працівник транспорту України» (2003)[11],
- Орден «За заслуги» ІІІ ступеня (2004)[12].